# 何起升
何起升（1566年—？），號本江，四川敘州府富順縣人，明朝政治人物。

## 生平
萬曆十九年（1591年）辛卯科四川鄉試舉人。萬曆二十年壬辰科第三甲第一百三十名進士。工部觀政，授湘潭知縣，二十九年升禮部主事，三十三年補原职，三十五年升员外郎，三十七年升郎中，三十八年仕至湖廣按察使司副使，丁憂歸。

## 家族
曾祖何鍾，正德辛巳進士，陕西佥事；祖何注，生员。父何承允，生员。